# Nymphenburger Schulen

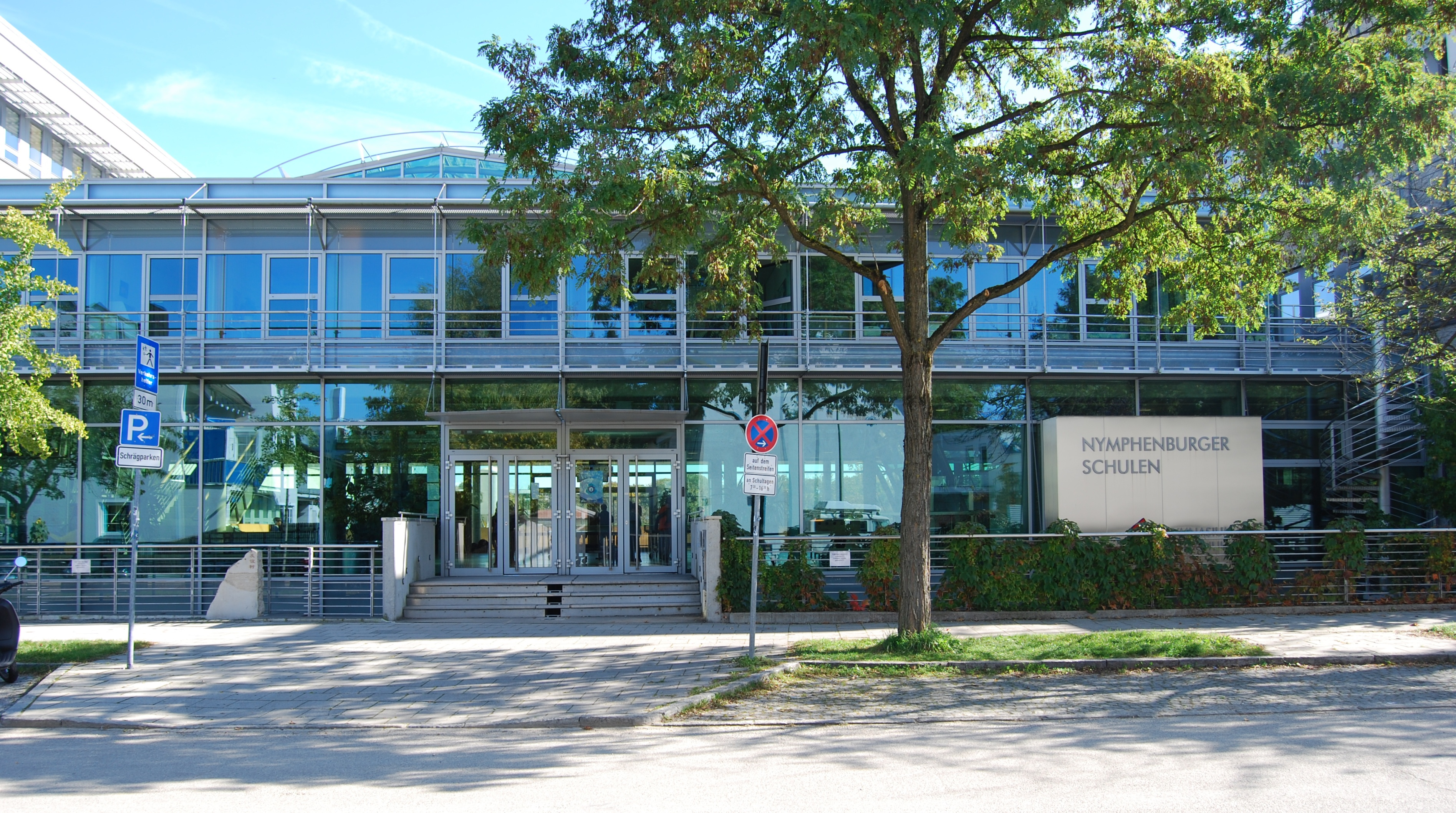
Aula der Nymphenburger Schulen

Die Nymphenburger Schulen sind ein privates, staatlich anerkanntes Schulzentrum zweier Ganztagsschulen (Gymnasium und Realschule) im Münchner Stadtteil Gern im Stadtbezirk Neuhausen-Nymphenburg. Das Schulzentrum mit dem Motto „Wir haben Zeit für unsere Schüler!“ befindet sich in Trägerschaft des Schulvereins Ernst Adam München e. V.

## Geschichte
Im Verlauf des Kriegsjahres 1944 richtete der katholische Geistliche Ernst Adam (1884–1955) für rund 150 Kinder, die aus politischen oder sonstigen Gründen am Schulbesuch gehindert wurden und nicht evakuiert worden waren, Privatunterricht ein. In Folge gründete er 1946 das Privatgymnasium Ernst Adam, das in diesem Jahr staatlich genehmigt wurde. 1948 entstand der Schulverein, der bis heute Träger der Schule ist. Seit 1969 handelt es sich um eine Ganztagsschule, die Realschule wurde 1978 eingegliedert (womit das Schulzentrum auch seinen heutigen Namen bekam). Aufgrund des zunehmenden Raumbedarfs erfolgte im September 2013 nach zweijähriger Bauzeit die Erweiterung der Gesamtanlage im östlichen Bereich des Schulgeländes um einen sechsgeschoßigen Neubau. Die Kosten für das Projekt beliefen sich auf 16 Millionen Euro. Bereits zwei Monate nach Einweihung des Neubaus musste der Gebäudeteil wegen Fehler an der Tragwerkplanung geschlossen werden. Erst Anfang 2014 konnte nach baulichen Nachbesserungen das Gebäude erneut schulisch genutzt werden.

## Schultypen

### Gymnasium
Die Jahrgangsstufen, die bis zur zehnten Klasse i. d. R. in je vier Klassen (a bis d) unterteilt sind, werden in einer von zwei Schienen unterrichtet:
- Als sprachliches Gymnasium (SG) erfolgt die Fremdsprachenfolge Englisch (ab der fünften Klasse) – Latein (ab der sechsten, oder siebten Klasse) – Französisch (ab der sechsten, oder siebten Klasse)
- Als naturwissenschaftlich-technologisches Gymnasium (NTG) ist die Fremdsprachenfolge Englisch (ab der fünften Klasse) – Latein, oder Französisch (ab der sechsten). Die Wahl von Französisch als zweite Fremdsprache bedeutet die Festlegung auf den NTG-Zweig. Statt der dritten Fremdsprache erhalten die Schüler die Fächer Physik und Chemie als Kernfächer.[7]

### Realschule
Die Schule bietet in jeder Jahrgangsstufe eine Klasse (R) für die Realschule an:
Wahlpflichtfächer-Gruppe II
Der wirtschaftliche Zweig  setzt  seine Akzente neben den allgemeinbildenden Fächern  vor allem  im Bereich Wirtschaft.  Schwerpunktfächer  sind  Betriebswirtschaftliches  Rechnungswesen, Wirtschafts-  und  Rechtslehre, Informatik oder Textverarbeitung.
Wahlpflichtfächer-Gruppe III a
Hier  liegt  der  Schwerpunkt  auf  einer  2.  Fremdsprache  (Französisch).  Es  werden Grundzüge  des  Betriebswirtschaftlichen Rechnungswesens vermittelt.
Wahlpflichtfächer-Gruppe III b
Im  Vordergrund  steht das Fach Werken.  Die Schülerinnen und Schüler lernen den Umgang mit Holz, Papier, Metall, Ton, Kunststoff etc. Sie setzen eigene Entwürfe materialgerecht um.

## Besonderheiten
Die Schule bietet eine sozialpädagogische Abteilung mit über zehn Mitarbeitern, sowie viele außerschulische Angebote, wie ein eigenes Fitness-Studio (Bizeps und Grips), mehrere Spiel- und Freizeiträume, einen Boulderraum und eine Mensa. Die Schüler können eigene Schulbusse in Anspruch nehmen, soweit sie im Einzugsgebiet wohnen.
Seit 2011 wird bilingualer Unterricht in den Fächern Geschichte und/oder Biologie und Geographie angeboten. Über das IB-Diploma Programme lässt sich am Nymphenburger Gymnasium seit 2012 ebenfalls das International Baccalaureate erreichen.
Das Schulzentrum hat als Pilotschule an dem Projekt MODUS21 teilgenommen und wurde 2011/2012 mit dem Innere Schulentwicklung Innovationspreis (i.s.i.) ausgezeichnet. Sie ist Referenzschule der Technischen Universität München und nimmt am Programm für lebenslanges Lernen der Europäischen Union teil.
Die Schule bietet ein ausgeprägtes Schülervertretungs-System (Schüler mit Verantwortung – SMV), die unter anderem in einer sogenannten Zukunftswerkstatt das Schulleben mitgestalten.
Die Dreharbeiten für die Klassenzimmerszenen im Film Gib Gas – Ich will Spaß fanden im Nymphenburger Gymnasium statt.